# Systra
SYSTRA es una empresa internacional de ingeniería y consultoría en el ámbito de la movilidad sostenible, particularmente en el transporte urbano y ferroviario. Emplea a unas 10300 personas en todo el mundo y está presente en 78 países.
La empresa es una sociedad anónima cuyos máximos accionistas son la RATP, la SNCF y un conjunto de bancos franceses.
La compañía se sitúa en la posición n.º 2 de la clasificación anual que emite la revista estadounidense Engineering News-Record, la cual registra las 250 empresas de ingeniería más importantes del mundo.

## Historia

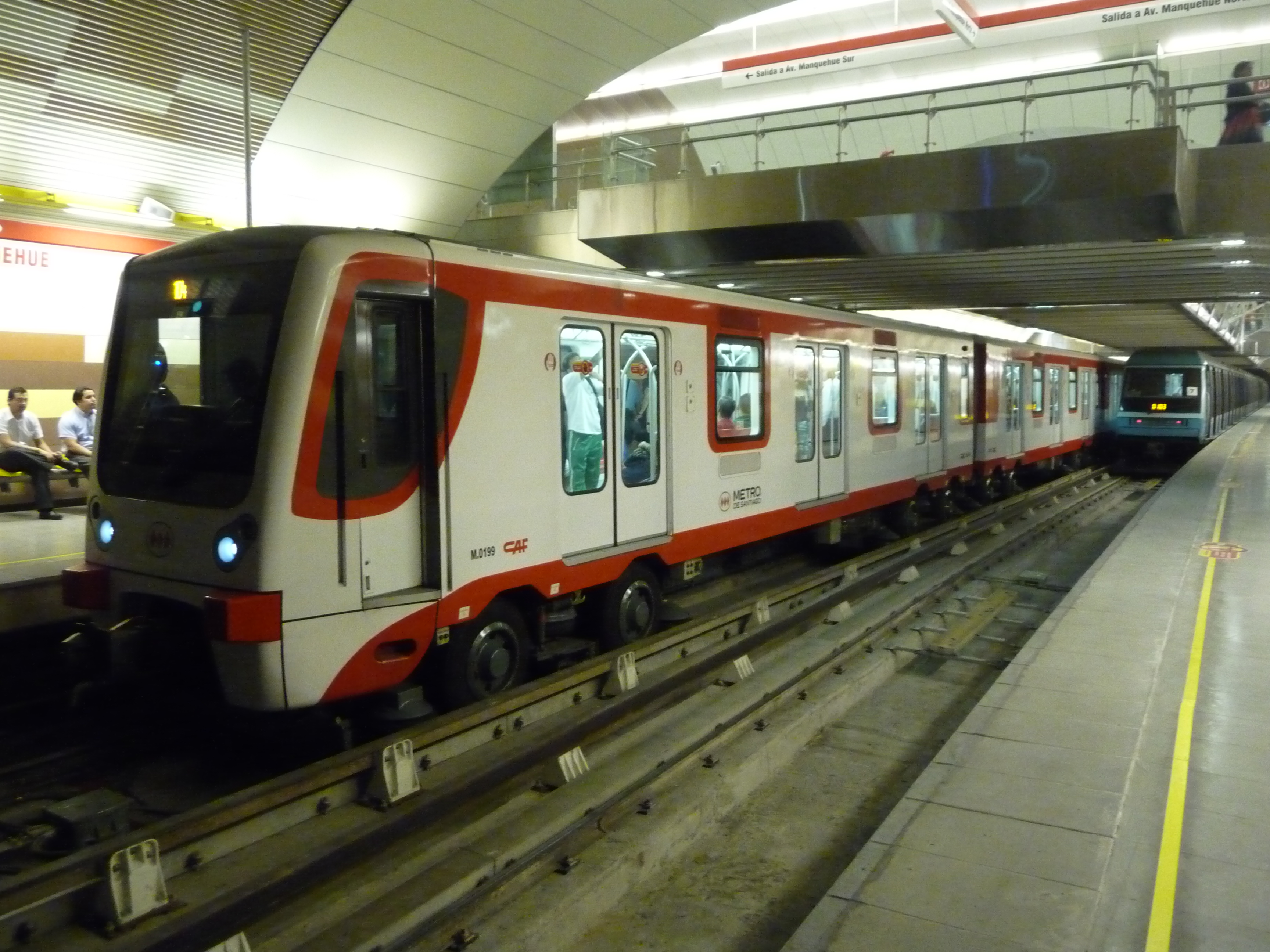
Metro de Santiago.

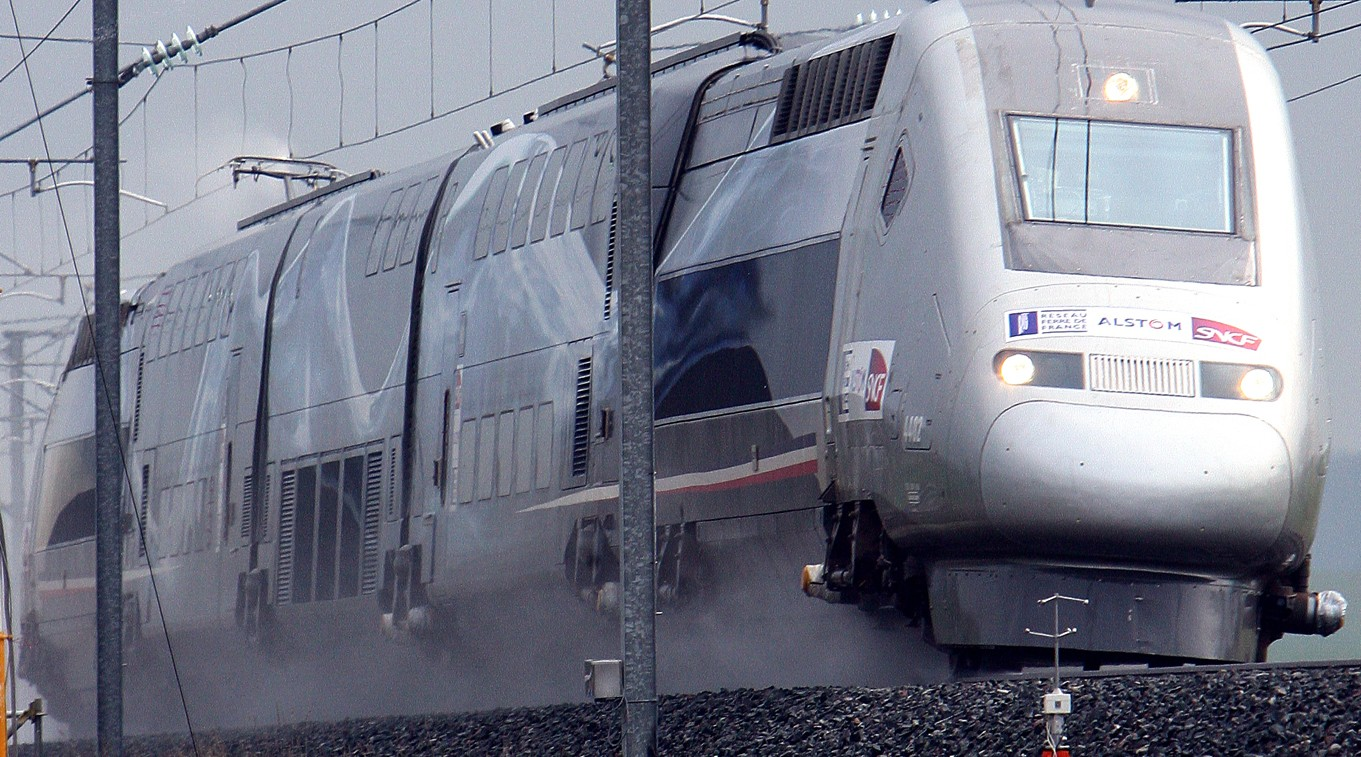
El récord mundial de velocidad para el ferrocarril 574,8 km/h.

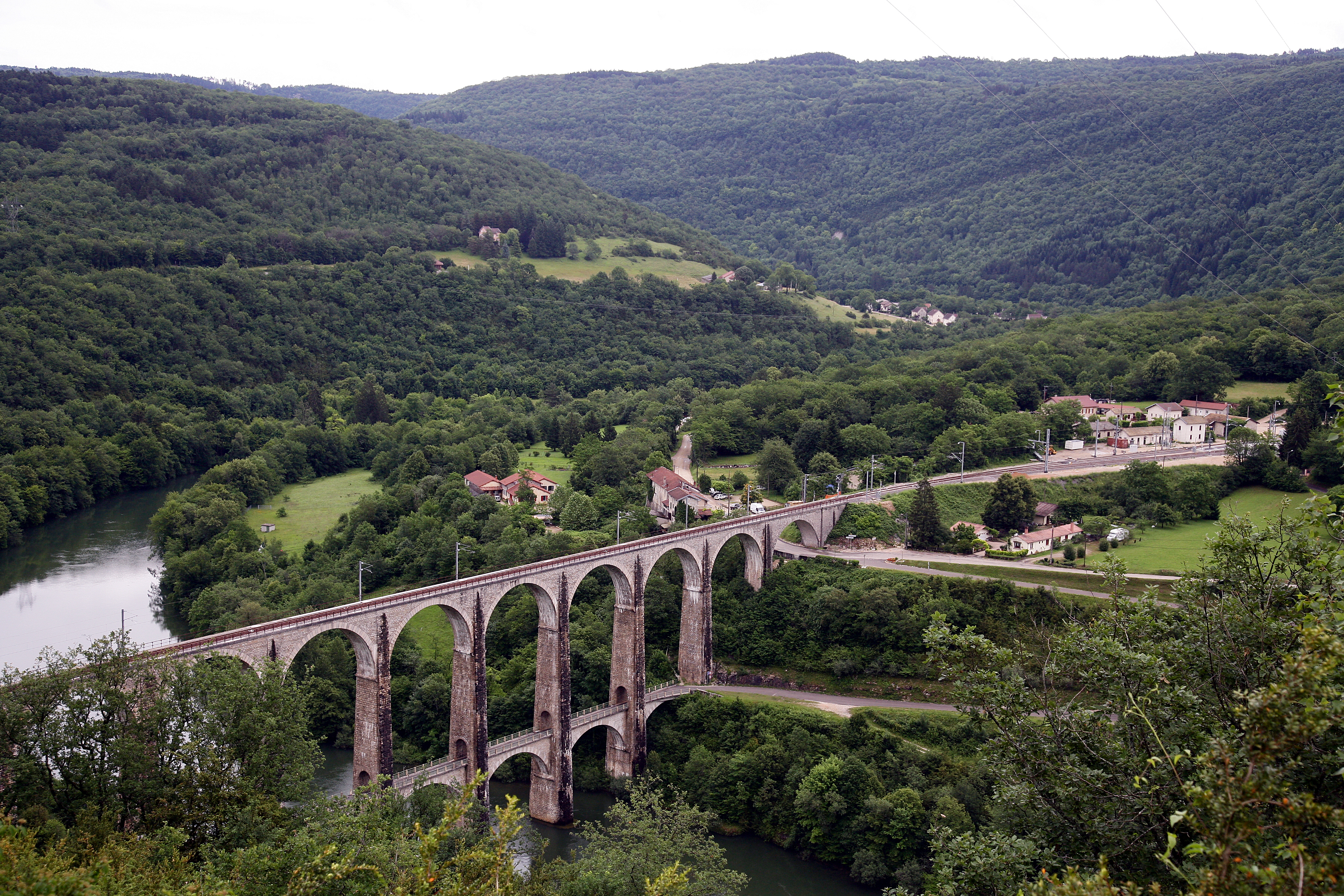
Modernización del Haut-Bugey, Francia.

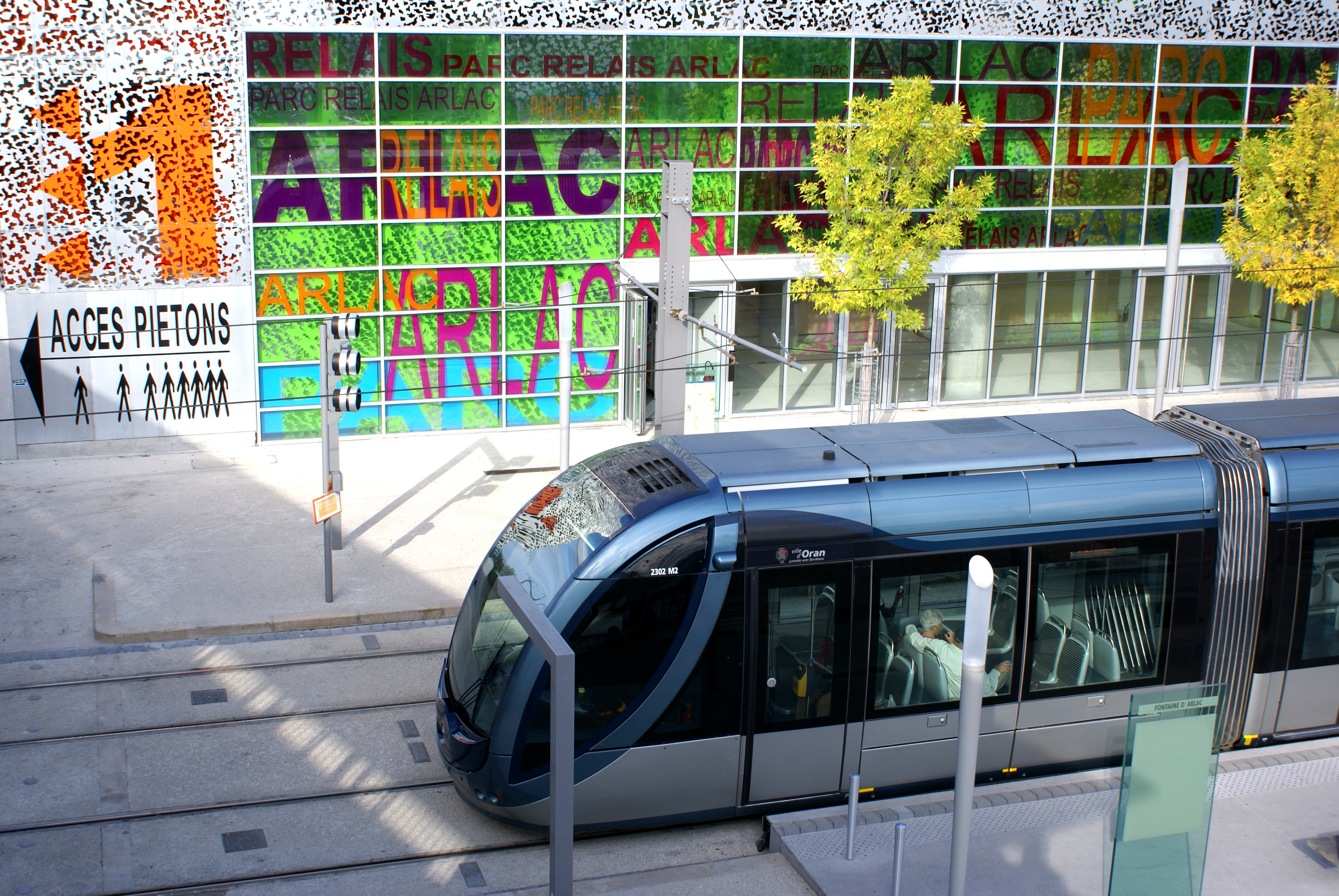
Tranvía de Burdeos.

SYSTRA nació de la fusión de las filiales de ingeniería creadas, por parte de la SNCF en 1957 (SOFRERAIL, Sociedad francesa de estudios y realizaciones ferroviarias) y por otra parte de la RATP en 1961 (SOFRETU, Sociedad francesa de estudios y realizaciones de transportes urbanos).
En junio de 2011, Systra integra Inexia, filial de ingeniería de la SNCF, y Xelis, filial de ingeniería de la RATP. Esta asociación de competencias de las tres empresas crea el número 1 del mercado francés de la ingeniería de los transportes públicos, con un liderazgo en los dominios de alta velocidad, de la renovación de las redes ferroviarias, del metro automático y de las obras subterráneas en ámbito urbano complejo. El 1 de julio de 2012, la fusión de las tres empresas Systra, Inexia y Xelis se ratifica.
Systra cuenta varias filiales que constituyen el Grupo: Canarail, MVA, SAI, etc.

### Hechos destacables
- 1957: Creación de SOFRERAIL por la SNCF
- 1961: Creación de SOFRETU por la RATP
- 1992: Creación del Grupo SYSTRA S.A. / Acercamiento de SOFRETU y de SOFRERAIL
- 1995: Fusión de SOFRETU y de SYSTRA-SOFRETU-SOFRERAIL (ex-SOFRERAIL)
- 1997: SYSTRA-SOFRETU-SOFRERAIL pasa a llamarse ahora Systra
- 2007: Systra participa, con la SNCF, al récord mundial de velocidad ferroviario de 574,8 km/h
- 2010: Atribución por RFF (Red Férrea de Francia) de la 1.ª asociación ferroviaria Público-Privado (PPP) al consorcio COSEA dirigido por VINCI, al cual Systra pertenece, para la construcción de la LAV Sud Europa Atlántica

- 2011: Incorporación de INEXIA y XELIS
- 2012: Fusión de Systra, INEXIA y XELIS

- 2014: Systra fortalece su presencia en India con la adquisición de la ingeniería indiana SAI. Los equipos SAI y Systra India, filial creada en 2005, tienen competencias complementarias (medioambiente, carretera, planificación urbana, etc).

## Principales proyectos
Systra es reconocido también por su participación en los siguientes grandes proyectos

### Metro
- Metro de México DF: Desde 1967, Systra trabajó para el desarrollo de la red de metro de México DF. Recientemente se ha firmado un contrato para el estudio conceptual y de viabilidad para la modernización y automatización de la línea 1;
- Metro de Santiago de Chile: Systra está presente en Chile desde 1968, donde contribuyó a la ingeniería de todas las líneas y cumple actualmente una misión de asesoría técnica especializada para la realización de dos nuevas líneas de metro automático: las Líneas 3 y 6, y de asistencia técnica para la puesta en servicio de un sistema CBTC para la Línea 1;
- Metro de La Meca: Systra realizó la concepción de esta línea que tiene como objetivo facilitar el transporte de 3,5 millones de pelegrinos reunidos en La Meca durante 7 días por año (El Hajj);
- Metro de Bakú: Systra es responsable de la ingeniería y está a cargo los estudios;
- El Grand Paris Express: Systra participa en varios aspectos de la asesoría técnica de los sistemas de la línea roja y de la gestión de obras de las infraestructuras del tramo de la línea 15 (línea roja) desde Noisy-Champs hasta Villejuif Louis Aragon;
- Metro de Nueva York: Systra cumplió las misiones de gestión de proyecto para East Side Access, un túnel bajo Esat Side River: presupuesto, planificación, diseño, seguimiento de la construcción.

### Tranvía
- Tranvía de Burdeos: Systra ha sido la ingeniería del tranvía de Burdeos desde el principio (1997) y en las 3 Fases;
- Tranvía de Besançon: encargado de la Asesoría Técnica para el conjunto del proyecto, Systra también asegura el supervisor de las siguientes especialidades: energía, material rodante y sistema de pago;
- Tranvía de Casablanca: Systra es el supervisor;
- Tranvía de Dubái – Al Safooh: Systra es responsable de la asesoría técnica (Dubai Roads y Transport Authority);
- Tranvía de Río de Janeiro – Porto Maravilla: Systra es responsable del diseño básico y detallado para 3 líneas de tranvía.

### Alta velocidad
- LAV Sud Europa Atlántica: Systra es la ingeniería dentro el consorcio LISEA;
- LAV Este Fase 2 (Paris – Estrasburgo): Systra realiza las misiones de asesoría para los estudios, la gestión del proyecto, la supervisión de las obras y la puesta en marcha;
- High Speed 1 (UK), túnel de La Mancha: Systra cumplió misiones de asesoría para los estudios, la gestión del proyecto, la supervisión de las obras y la puesta en marcha.

### Ferrocarriles
- Electrificación en Dinamarca: Systra cumplió las misiones de asesoría para el cliente Banedanmark;
- Línea de fret Norte-Sur (Arabia Saudita): Systra cumplió las misiones de asesoría para los estudios, la gestión del proyecto y la supervisión de las obras;
- Modernización de la línea Haut-Bugey (Francia): Systra cumplió las misiones de asesoría para los estudios, la gestión del proyecto, la supervisión de las obras y la puesta en marcha;
- Línea de fret el Transgabonés: Systra realizó los estudios preliminares y la concepción de esta línea de 650 km.

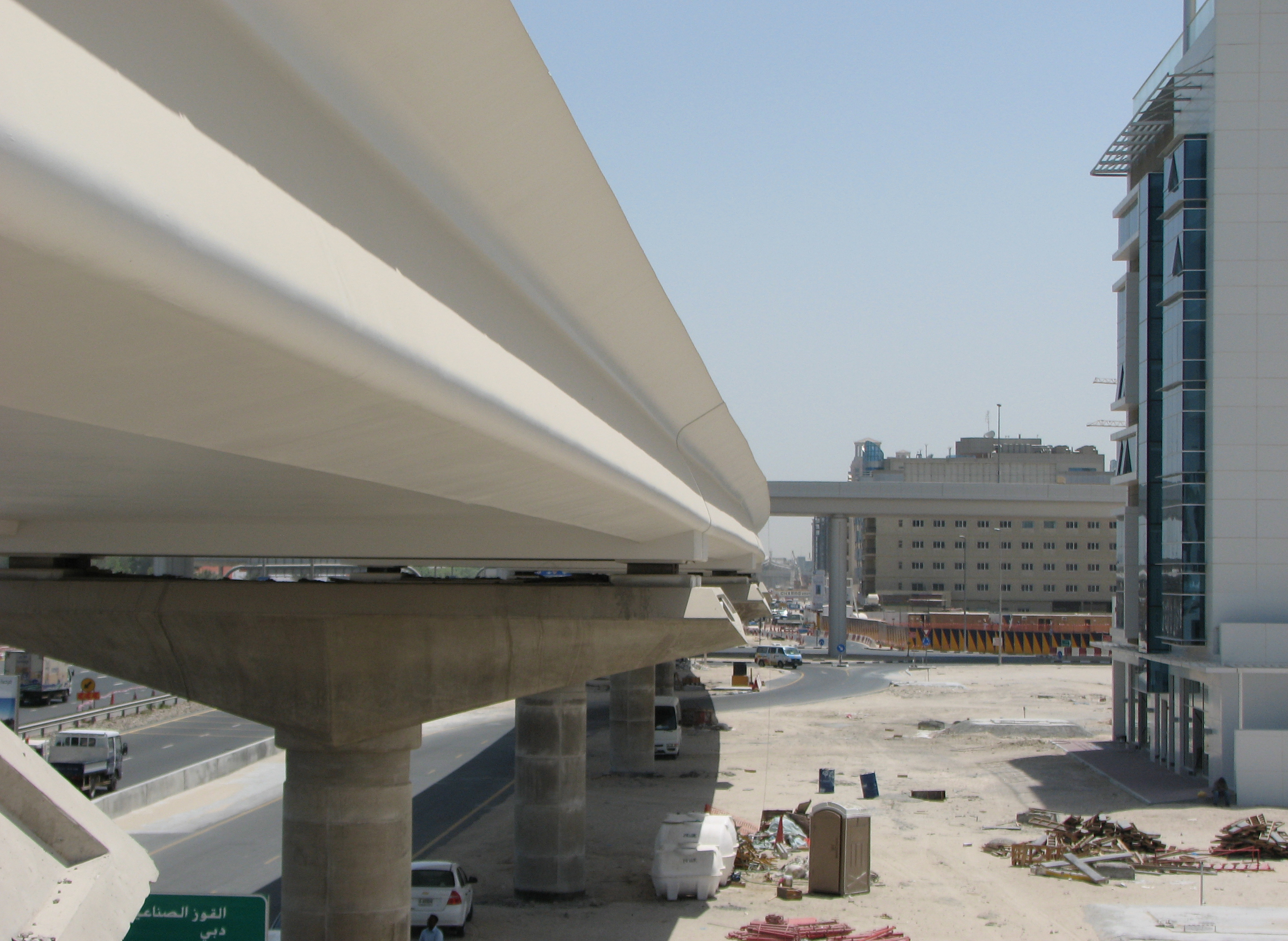
Viaducto en forma de U en Dubái

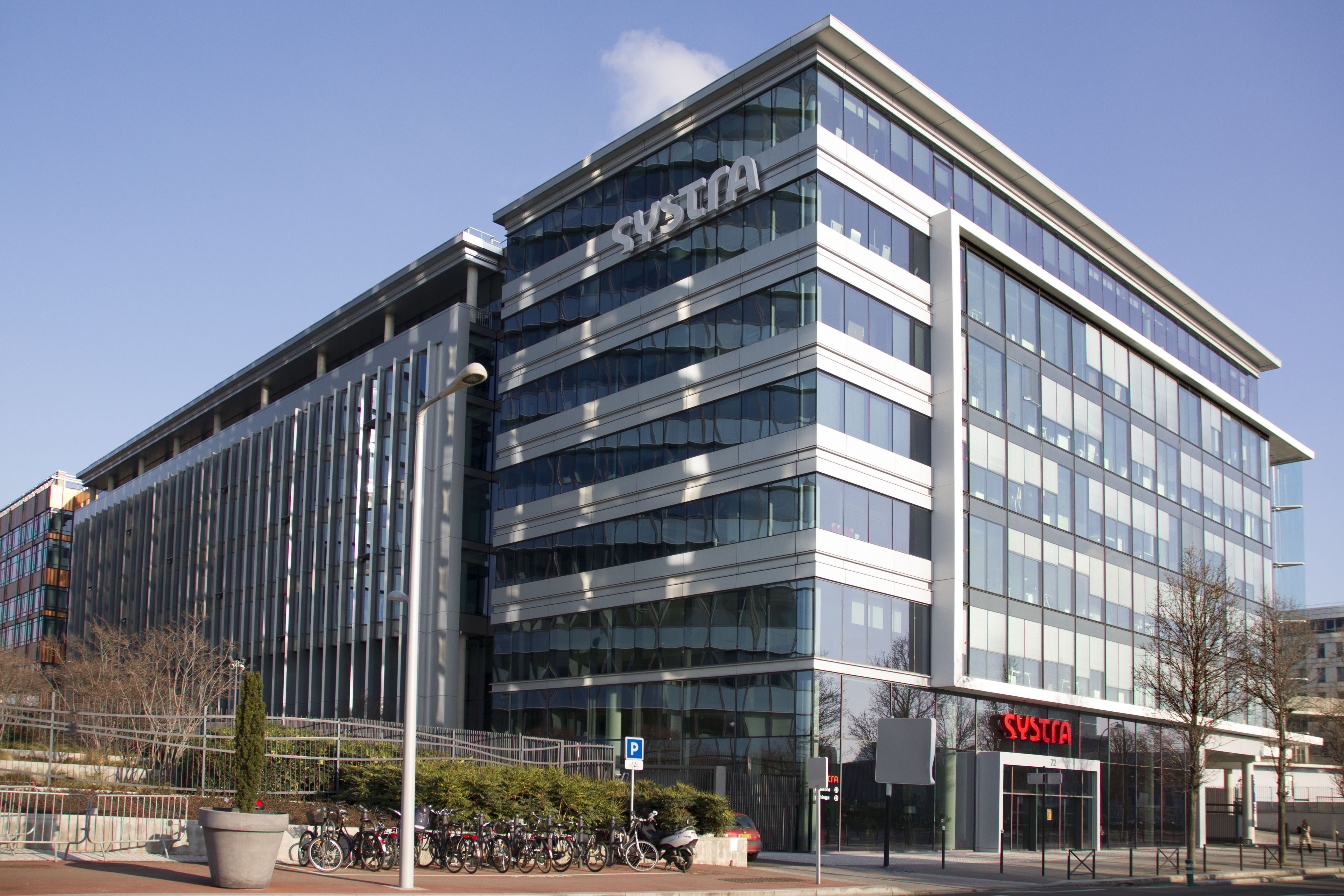
Sede social de SYSTRA en París

## Ámbitos de trabajo
La actividad principal de Systra es la ingeniería ferroviaria y cuenta con las competencias siguientes:
- Planificación de transporte;
- Estudios de planificación y desarrollo urbanístico;
- Estudios socioeconómicos;
- Estudios de sostenibilidad y medioambientales;
- Diseño urbano y arquitectónico;
- Operación, Mantenimiento y Seguridad;
- Estudios de Trazado;
- Puentes;
- Túneles y estructuras subterráneas;
- Ingeniería civil;
- Señalización;
- Energía y catenaria;
- Telecomunicaciones, comando y supervisión y peajes (ticketing/recaudo);
- Sistemas electromecánicos;
- Integración de sistemas;
- Instalaciones de material rodante y talleres de mantenimiento;
- Gestión de proyectos;
- Supervisión de trabajos;
- Pruebas y puesta en servicio;
- Gestión de programas de mantenimiento;

## Innovación
Systra creó en su oficina parisina un lugar dedicado a la innovación llamado “la fabrique”. Systra tiene las siguientes patentes:
- Viaducto U;
- Método y sistema que ayudan a la circulación de los trenes de trabajo.

## Distinciones
Systra ha recibido entre otras las distinciones siguientes:
- Premio del centenario otorgado en 2013 por el Fidic para el proyecto del metro de La Meca – Mashaaer;[4]
- MEED transport Project of the year (2011) otorgó a Systra y Parsons por la línea roja del metro de Dubái;[5]
- Safety Award 2010 (RTA – Roads and Transport Authority, Dubái): Premio concedido a SYSTRA – PARSONS por el aseguramiento de las normas altas de la salud, la seguridad y el ámbito;
- Grand Prix National de l’ingénierie 2008 otorgó por el SYNTEC Ingénierie a Daniel DUTROIT (SYSTRA) por la concepción de conjunto y la dirección del proyecto del metro de Dubái;[6]

Structural Awards 2008 otorgó al proyecto de St Pancras International Station High Speed 1. Premio concedido al consorcio RLE (Arup, Bechtel, Halcrow, Systra) por la construcción estructural de los edificios.